# Stadion ŠRC Uljanik-Veruda
Stadion ŠRC Uljanik-Veruda – wielofunkcyjny stadion w Puli, w Chorwacji. Został otwarty w 1986 roku. Może pomieścić 4000 widzów, z czego 3500 miejsc jest siedzących. W przeszłości swoje spotkania na stadionie rozgrywali piłkarze klubów NK Istra Pula oraz Istra 1961 (obecnie grający na stadionie im. Aldo Drosiny). Tuż obok stadionu znajduje się hala sportowa im. Mate Parlova.